# さいはての女 (アルバム)
『さいはての女』（さいはてのおんな）は、藤圭子のスタジオ・アルバム。1971年3月5日発売。発売元はRCA。規格品番はJRS-7117。2013年11月27日にソニー・ミュージックダイレクトから初CD化された。CD盤の規格品番はMHCL-30193。

## 解説
シングル・レコード「女は恋に生きてゆく」（1970年10月25日発売、JRT-1117。本アルバム以前に内山田洋とクール・ファイブとの連名アルバムに収録）、「さいはての女」とB面曲「東京花ものがたり」（1971年2月5日発売、JRT-1137）、のちにシングル・カットされた「恋仁義」とB面曲「涙ひとしずく」（1971年5月5日発売、JRT-1167）と「みちのく小唄」（1971年6月5日発売、JRT-5）が収録された藤圭子のLPスタジオ・アルバムである。全曲オリジナル作品。「女は恋に生きてゆく」と「みちのく小唄」のB面曲は未収録である。
ソニー系列の「日本の名盤復刻シリーズ」で廉価価格にて復刻され、2013年に初CD化された。CD化の際、音源に対しデジタル・リマスタリングが施された。また、CD規格は「高品質CD」とされるBlu-specCD2仕様である。
歌詞カードにはLPに封入されていた雑誌「明星」のフォトカードがCDでも復刻封入された。また、自身の北海道旭川市時代の中学校写真と富田清吾によるライナーノーツが掲載されている。アルバム名は「さいはての女 演歌の星★藤圭子」とも表記される。

## 収録曲
- レコードではM-1〜M-6がA面、M-7〜M-12がB面

1. さいはての女（3分57秒）[3]
  - 作詞: 石坂まさを、作曲: 彩木雅夫、編曲: 池田孝
2. 女は恋に生きてゆく（3分7秒）
  - 作詞・作曲: 石坂まさを、編曲: 池田孝
3. 女は悲しい花でしょうか（3分53秒）
  - 作詞: 石坂まさを、作曲・編曲: 曾根幸明
4. 大阪女のブルース（3分23秒）
  - 作詞: 石坂まさを、作曲: 猪俣公章、編曲: 池田孝
5. 長崎の女（4分6秒）
  - 作詞: 石坂まさを、作曲: 鈴木淳、編曲: 原田良一
6. 涙ひとしずく（4分14秒）
  - 作詞: 石坂まさを、作曲: 野々卓也、編曲: 池田孝
7. 恋仁義（3分45秒）
  - 作詞: 石坂まさを、作曲・編曲: 曾根幸明
8. 盛り場流し唄（3分57秒）
  - 作詞: 石坂まさを、作曲: 猪俣公章[4]
9. 女の園（3分20秒）
  - 作詞: 石坂まさを、作曲: 鈴木淳、編曲: 池田孝
10. 旭川の女（3分44秒）
  - 作詞: 石坂まさを、作曲: 彩木雅夫、編曲: 原田良一
11. みちのく小唄（3分20秒）
  - 作詞: 石坂まさを、作曲: 野々卓也、編曲: 池田孝
12. 東京花ものがたり（2分56秒）
  - 作詞・作曲: 石坂まさを、編曲: 池田孝